# Mohoua
Mohouidae
Famille
Genre
Mohoua est un genre constitué de trois espèces de passereaux endémiques de Nouvelle-Zélande appelés mohouas. C'est le seul genre de la famille des Mohouidae.

## Position systématique
L'étude phylogénique de Aidala et al. (2013) montre que les trois mohouas forment bien un clade monophylétique au sein de la radiation des Corvoidea. En conséquence, le Congrès ornithologique international, dans sa classification de référence (version 3.5, 2013) déplace le Mohoua pipipi du genre Finschia au genre Mohoua et place les trois espèces de ce dernier genre dans une nouvelle famille, les Mohouidae.
Le placement taxinomique des espèces de cette famille a toujours été compliqué. Elle a été notamment placée dans les familles des Paridae, Timaliidae, Orthonychidae, Campephagidae, Sylviidae, Maluridae et Acanthizidae. C'est dans cette dernière famille qu'elle a généralement été placée depuis les débuts des études phylogéniques et la classification de Sibley-Ahlquist (1990).

## Liste des espèces
Selon la classification de référence du Congrès ornithologique international (version 8.2, 2018) :
- Mohoua ochrocephala (Gmelin, 1789) – Mohoua à tête jaune
- Mohoua albicilla (Lesson, 1830) – Mohoua à tête blanche
- Mohoua novaeseelandiae (Gmelin, 1789) – Mohoua pipipi